# Marek Ludwik Royer
Marek Ludwik Royer, fr. Marc-Louis Royer (ur. 1720 w Paryżu, zm. 2 września 1792 w Saint-Germain-des-Prés) – francuski błogosławiony Kościoła katolickiego, prezbiter.
Po przyjęciu święceń kapłańskich podjął działalność duszpasterską. Dalsze studia ukończył uzyskawszy stopień doktora teologii w 1760 roku. Od 1760 roku był proboszczem paryskiej parafii Saint-Jean-en-Grève. Gdy w rewolucyjnej Francji nasiliło się prześladowanie katolików, uwięziony został w 1792 roku na terenie opactwa Saint-Germain-des-Prés. Zginął z rąk tłumu, który wcześniej wymordował przewożonych z merostwa do opactwa więźniów, w czasie masakr wrześniowych.
O jego postawie w czasie uwięzienia zaświadczył naoczny świadek, zbiegły z więzienia ksiądz Salomon.
Marek Ludwik Royer został beatyfikowany 17 października 1926 wraz z 190 innymi męczennikami francuskimi przez papieża Piusa XI.